# Маріка гірська
Ма́ріка гірська (Cinnyris stuhlmanni) — вид горобцеподібних птахів родини нектаркових (Nectariniidae). Мешкає в регіоні Великих Африканських озер. Раніше вважався підвидом червоногрудої маріки (Cinnyris afer).

## Опис
У дорослих самців гірської маріки голова, горло, верхня частина грудей і спина зелені, металево-блискучі. Верхні покривні пера хвоста сині, металево-блискучі, хвіст чорний з синім відблиском. Нижня частина грудей червона, решта нижньої частини тіла темно-оливкова. На плечах жовті плямки. Дзьоб довгий, вигнутий. Очі темно-карі, дзьоб і лапи чорні. У дорослих самиць верхня частина тіла темно-сіро-коричнева, хвіст бурий. Підборіддя і "брови" сірувато-охристі, нижня частина тіла бурувато-сіра, нижня частина грудей і живіт жовтуваті.

## Підвиди
Виділяють чотири підвиди:
- C. s. stuhlmanni Reichenow, 1893 — гори Рувензорі (північний схід ДР Конго і західна Уганда);
- C. s. graueri Neumann, 1908 — південно-західна Уганда, північно-західна Руанда і сусідні райони ДР Конго;
- C. s. chapini Prigogine, 1952 — схід ДР Конго;
- C. s. schubotzi Reichenow, 1908 — південно-західна Руанда і західне Бурунді.

## Поширення і екологія
Гірські маріки поширені в Демократичній Республіці Конго, Уганді, Руанді і Бурунді. Вони живуть у вологих гірських тропічних лісах.